# Taxon di Lazzaro

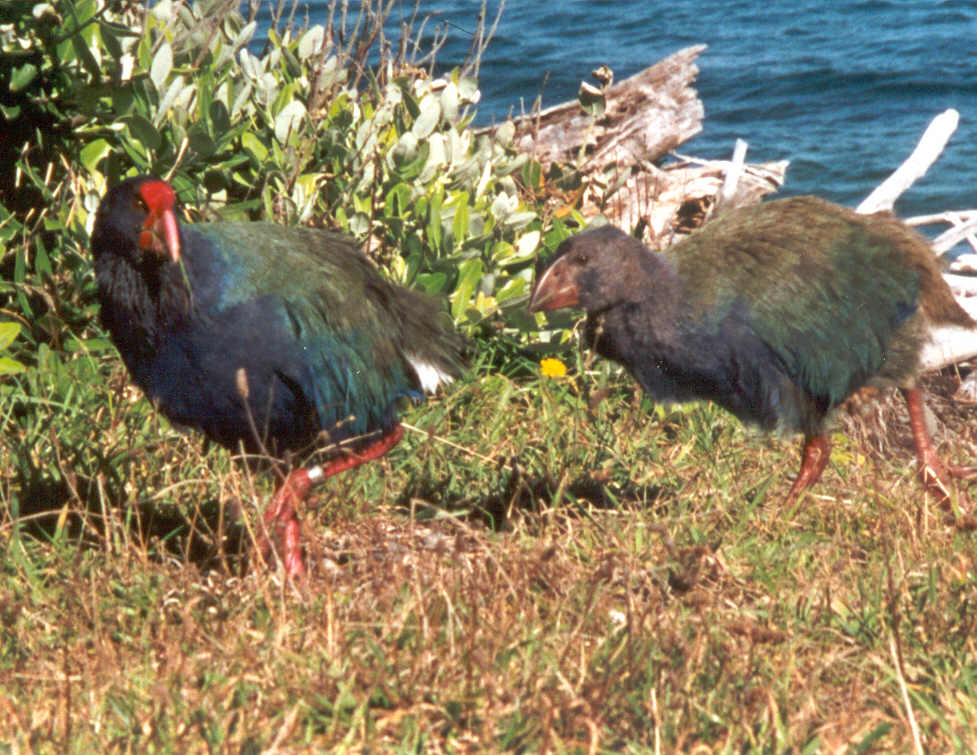
Il takahē della Nuova Zelanda non era stato avvistato dal 1898, quando fu riscoperto nel 1948.

In paleontologia, un taxon di Lazzaro (plurale taxa ) è un taxon che scompare per uno o più periodi dai registri fossili, per poi ricomparire in registri fossili successivi o come veri e propri organismi viventi, spesso in habitat isolati, nascosti o comunque molto specializzati. Analogamente nella biologia della conservazione e nell'ecologia, il termine può riferirsi a specie erroneamente ritenute estinte, successivamente riscoperte ancora vive.  Il termine taxon di Lazzaro è stato coniato da Karl W. Flessa e David Jablonski nel 1983 e poi esteso da Jablonski nel 1986.  Paul Wignall e Michael Benton hanno definito così i taxa di Lazzaro: "In periodi di crisi biotica molti taxa si estinguono, ma altri scompaiono solo temporaneamente dai registri fossili, spesso per intervalli di milioni di anni, prima di riapparire invariati".  Anche lavori precedenti supportano il concetto, sebbene senza utilizzare il nome taxon di Lazzaro, come il lavoro di Christopher RC Paul. 
Il termine si riferisce al racconto del Vangelo biblico cristiano di Giovanni, in cui Gesù Cristo resuscitò Lazzaro dai morti.

## Possibili spiegazioni
I taxa di Lazarus sono artefatti osservativi che sembrano verificarsi sia a causa di estinzioni (locali) seguite da una successiva ripopolazione, sia come risultato di un artefatto di campionamento. La documentazione fossile è intrinsecamente sporadica (solo una piccolissima frazione degli organismi si fossilizza e una frazione ancora più piccola viene scoperta prima della distruzione) e contiene lacune non necessariamente causate dall'estinzione, in particolare quando il numero di individui in un taxon è molto basso.
Dopo le estinzioni di massa, come quella del Permiano-Triassico, l'effetto Lazzaro si è verificato per molti taxa. Tuttavia, non sembra esserci alcun collegamento tra l'abbondanza di siti fossiliferi e la proporzione di taxa di Lazarus, e nessun taxon mancante è stato ritrovato in potenziali rifugi . Pertanto, la ricomparsa dei taxa di Lazarus probabilmente riflette il recupero dopo un periodo di estrema rarità successivo a tali estinzioni. 

## Discussioni
Poiché la sua definizione è ambigua, alcuni, come RB Rickards e AJ Wright, rifiutano il concetto stesso del taxon di Lazzaro. Rickards e Wright hanno messo in dubbio il valore del concetto, scrivendo in "Lazarus taxa, refugia and relict faunas: evidence from graptolites" che chiunque potrebbe sostenere che qualsiasi lacuna nel registro fossile potrebbe potenzialmente essere considerata un effetto Lazzaro perché la durata necessaria per il verificarsi dell'effetto Lazzaro non è definita.  Hanno sostenuto che una rappresentazione accurata dei cambiamenti della biodiversità e dell’abbondanza delle specie nel tempo, insieme ad una valutazione della loro paleobiogeografia, sia più importante dell’uso di questo titolo per categorizzare le specie. 